# Alectra hildebrandtii
Alectra hildebrandtii là loài thực vật có hoa thuộc họ Cỏ chổi. Loài này được Eb.Fisch. mô tả khoa học đầu tiên năm 1996.